# Edis
Edis Görgülü, né le 28 novembre 1990 à Londres, est un chanteur turc.
Il est né à Londres et a grandi à Izmir. Tout en étudiant à l'école secondaire et à l'université, il a suivi des leçons de musique. Après s'être inscrit à l'Université de Galatasaray Communication Faculty (faculté de communication), il s'installe à Istanbul et tente immédiatement de contacter plusieurs personnes pour faire un album, en vain. Durant ce temps, il commence à faire l'acteur et obtient des rôles dans les séries télévisées Dinle Sevgili (2011-12) et Hayatımın Rolü (2012). Dans les années qui suivirent sa carrière d'acteur, il obtient une offre de son manager pour faire un album.
Après la sortie de nombreux singles, Edis sort son premier album studio Ân en mars 2018. Son premier single Benim Ol, qui est sorti en mars 2014, a été un succès et a été classé numéro deux sur Türkçe Top 20. Ses singles Dudak (2016) et Çok Çok (2017) ont également été classé numéro deux au hit-parade, suivi de Roman, qui est devenu le succès numéro un. Les critiques musicales vantent le style d'Edis. À ce jour, il a remporté de nombreux prix, dont un Turquie Prix de la Musique, et a reçu plusieurs nominations.

## Biographie

### Enfance et formation
Avant la naissance d'Edis, ses parents emménagent à Londres pour travailler et finir leurs études. Sa mère travaille dans un café pendant que son père obtient un emploi à la radio BBC.
Alors qu'Edis a deux ans, ses parents décident de déménager à Izmir,. Edis prend des cours de piano à l'âge de quatre ans. Après l'apprentissage du piano, il commence à chanter. Il étudie à Izmir Özel Tevfik Fikret.
En 2007, il s'implique dans un projet au nom de son école afin de promouvoir Izmir en tant que candidat pour l'Expo 2015. Il devient alors soliste à Izmir Kent Orchestre.
Ses parents refusent qu'il abandonne les études pour devenir musicien. Après avoir été inscrit à la faculté de communication de l'Université de Galatasaray, il s'installe à Istanbul. Il obtient une place au conservatoire de l'université d'Istanbul et y poursuit ses études. Comme il est incapable d'étudier dans deux écoles, il quitte l'université d'Istanbul.

### Début de carrière
À Istanbul, il demande à plusieurs personnes de l'aider à faire un album, mais échoue. Il a commence alors à travailler en intérim.
En 2011-2012, il joue le rôle de Barış dans série de la Fox, Dinle Sevgili, suivi par un autre rôle en 2012, Uygar dans la série TV de Star TV Hayatımın Rolü. Durant cette période, il attire l'attention d'un manager de club de karaoké, lors d'une soirée dans cet établissement avec des amis. Le gérant du club lui propose alors de travailler sur son projet d'album. Par l'intermédiaire de son manager, Şebnem Özberk, il rencontre Kenan Doğulu pour la première fois et enregistre une première version de l'album. Il rencontre ensuite Ozan Çolakoğlu et Soner Sarıkabadayı.

### Premier album
(février 2019).
Du 31 mars au 1er avril, Edis a fait don d'une partie de ses biens à la Cancer-Free Life Association. Les revenus de ses ventes ont été utilisés pour soutenir le traitement des enfants atteints de cancer. Le 2 mai, il s'est produit au Centre des arts de la scène Bostanci aux côtés de Soner Sarıkabadayı. Le 19 mai, il s'est produit lors d'un concert à Sultangazi au cours duquel certains fans ont tenté de se rapprocher de lui et la scène s'est presque effondrée. En conséquence, le concert s'est terminé plus tôt que prévu. Le 10 juillet, son deuxième single Olmamış mı? est sorti. En janvier 2016, sa chanson Vay figurait sur la bande originale du film Son Şey'Aşktan et en août son nouveau single Dudak a été classé numéro deux au hit-parade en Turquie. En octobre, il est apparu dans une publicité pour le revendeur Defacto. Fin 2016, il a signé un nouveau contrat avec DMC, et Soner Sarıkabadayı le propriétaire de PDND l'a poursuivi pour violation de son contrat avec PDND demandant 30 000 livres turques.
Edis a sorti son cinquième single Çok Çok en juin 2017 sous les labels DMC et Felix. La chanson est classée deuxième au hit-parade en Turquie et a été nommé pour le Meilleur Clip et la Chanson de l'Année à la 44e Golden Butterfly Prix,. En décembre, son concert a été diffusé en ligne, et Fatma Turgut ainsi que Ozan Çolakoğlu sont apparus sur la scène.
Le premier album studio d'Edis, Ân, est sorti en mars 2018, sous le label DMC. Son premier single Roman est classé numéro un du hit-parade en Turquie pendant quatre semaines. Durant ce temps, Edis est devenu un porte-parole des Nations unies pour la Population Fonds en Turquie et a signé un contrat de 1 million de livres turques avec la marque Yedigün en apparaissant dans leurs publicités. Il a également été l'un des artistes dont le nom est apparu dans l'album hommage de Yıldız Tilbe intitulé Starred Songs et a chanté Buz Kırağı.

## Style
Edis peut jouer de la guitare et du piano mais ne se considère pas comme étant professionnel. Son premier single, Benim Ol, contient des éléments classiques, et Onur Baştürk de Hürriyet considère qu'il est similaire aux chansons des années 1990. 

## Discographie

### Albums
- Ân (2018)

### Singles
- Benim Ol (2014)
- Olmamış mı? (2015)
- Vay (2016)
- Dudak (2016)
- Çok Çok (2017)
- Buz Kırağı (2018)
- Güzelliğine (2018)
- Paha Biçilemez Bir Şey Başlat (2019)
- Efsane Sensin (2019)
- Perişanım (2020)
- Nirvana (2020)
- Martılar (2021)
- Kâinat (2021)
- Arıyorum (2021)
- Bana Bir Masal Anlat Baba (2022)
- Yalancı (2022)
- Bana Mı? (2023)
- Sor (2023)
- Ayyaş (2023)
- Azar Azar (2024)
- Mayhoş (2024)

## Filmographie
- 2011 : Dinle Sevgili
- 2012 : Hayatımın Rolü